# Nazarje
Nazarje est une commune située dans la région historique de la Basse-Styrie au centre de la Slovénie. L'économie de la région fut orientée dans l'industrie du bois jusqu'à la Première Guerre mondiale. La commune abrite le château Vrbovec dont la première mention remonte à 1248.

## Géographie
La commune est localisée à proximité des Alpes kamniques. Elle se situe à l'ouest de la ville de Velenje le long de la rivière Savinja, un affluent de la Save.

### Villages
Les localités qui composent la commune sont Brdo, Dobletina, Čreta pri Kokarjah, Kokarje, Lačja vas, Nazarje, Potok, Prihova, Pusto Polje, Rovt pod Menino, Spodnje Kraše, Šmartno ob Dreti, Volog, Zavodice et Žlabor.

## Démographie
Entre 1999 et 2021, la population de la commune est restée assez stable, légèrement inférieure à 3 000 habitants.
Évolution démographique
| 1999  | 2000  | 2001  | 2002  | 2003  | 2004  | 2005  | 2006  | 2007  |
| ----- | ----- | ----- | ----- | ----- | ----- | ----- | ----- | ----- |
| 2 732 | 2 717 | 2 723 | 2 712 | 2 694 | 2 666 | 2 658 | 2 659 | 2 664 |
| 2008  | 2009  | 2010  | 2011  | 2012  | 2013  | 2014  | 2015  | 2016  |
| 2 665 | 2 567 | 2 582 | 2 601 | 2 604 | 2 624 | 2 573 | 2 581 | 2 582 |
| 2017  | 2018  | 2019  | 2020  | 2021  |       |       |       |       |
| 2 582 | 2 588 | 2 623 | 2 639 | 2 611 |       |       |       |       |